# 薑薄荷
薑薄荷（学名：Mentha × gracilis），又名苏格兰薄荷（Scotchmint），为薄荷属下的一个杂交品种。它由野薄荷和绿薄荷杂交而成，是欧洲和美国种植的一类萃取精油的品种。
其种加词来源于拉丁文“gracilis”，意为“纤细的”。